# Glucocerebrosidasa

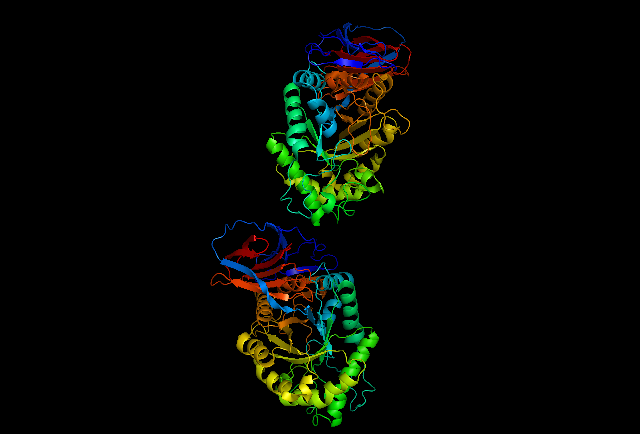
Estructura terciaria de l'enzim beta-glucocerebrosidasa.

La β - glucocerebrosidasa (també anomenada β – glucosidasa àcida, D - glucosil - N - acilesfingosina glucohidrolasa, o GBA) és un enzim amb activitat glucosilceramidasa (EC 3.2.1.45) necessari per trencar, mitjançant la hidròlisi, l'enllaç glicosídic dels glucocerebròsids, uns composts químics intermedis en el metabolisme dels glicolípids.
Aquest enzim està present en l'espècie humana i es localitza en els lisosomes, concretament en la membrana lisosomal. Té un pes molecular de 59.700 Daltons i també pot ser fàcilment identificat mitjançant el símbols GBA; GBA1; GCB; GLUC.
Mutacions en el gen encarregat de codificar l'enzim β - glucocerebrosidasa tenen una gran rellevància clínica, ja que, porten a un mal funcionament de l'enzim i poden causar la malaltia de Gaucher i també s'associen a altres patologies com la malaltia de Parkinson.

## Estructura

### Estructura primària

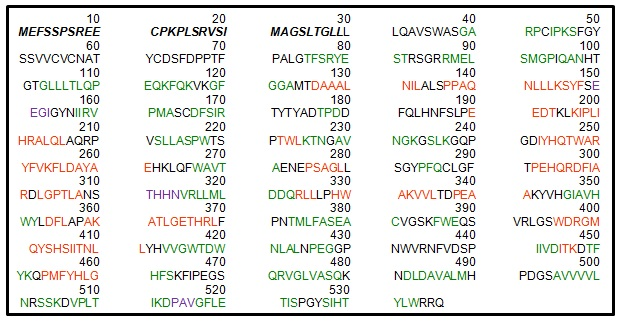
La seqüència dels aminoàcids de la isoforma llarga de la Glucocerebrosidasa.
En negreta i cursiva es marquen els aminoàcids de la seqüència senyal, de color taronja trobem els que es corresponen a les hèlix α, de color verd els de les làmines β i de color lila els girs.

Per determinar aquesta estructura, a més a més de la seqüència dels aminoàcids de la proteïna, hem de conèixer les modificacions dels aminoàcids. En aquest cas, trobem que hi ha:
- Dos ponts disulfur entre els aminoàcids que es troben en posició (43-55) i (57-62).
- Cinc glicosilacions en els aminoàcids que es troben en posició 58, 98, 185, 309 i 501.

#### Isoforma llarga
Trobem que en el cas particular d'aquesta proteïna, aquesta isoforma ha sigut la triada com la seqüència “canònica”, és a dir, el model. Té una seqüència senyal de 39 residus, en els aminoàcids de les posicions (1-39).
La isoforma llarga consta de 536 aminoàcids, la massa dels quals és de 59,716 Da (9,916·10−23 g).

#### Isoforma curta
La seqüència d'aquesta isoforma és diferent respecte de la canònica, en què falten els aminoàcids de les posicions (1-20). En conseqüència té una seqüència senyal de 19 residus en els aminoàcids de les posicions (21-39).
La isoforma curta consta de 516 aminoàcids, la massa dels quals és de 57,445 Da (9,539·10−23 g).

#### Isoforma 3
La seqüència d'aquesta isoforma és diferent respecte de la canònica, en què falten els aminoàcids de les posicions (1-161) i (425-536), i també es produeix un canvi dels aminoàcids 422 i 433 (LA à PS). En conseqüència no té una seqüència senyal. Podem dir que es produeix un altre tipus d'unió.
La isoforma 3 consta de 263 aminoàcids, la massa dels quals és de 29,897 Da (9,965·10−23 g).

#### Isoforma 4
La seqüència d'aquesta isoforma és diferent respecte de la canònica, en què falten els aminoàcids de les posicions (1-87). Actualment no hi ha una confirmació experimental disponible.
La isoforma 4 consta de 449 aminoàcids, la massa dels quals és de 50,317 Da (8,355·10−23 g).

#### Isoforma 5
La seqüència d'aquesta isoforma és diferent respecte de la canònica, en què falten els aminoàcids de les posicions (103-151). Actualment no hi ha una confirmació experimental disponible.
La isoforma 5 consta de 487 aminoàcids, la massa dels quals és de 54,471 Da (9,045·10−23 g).

### Estructura secundària

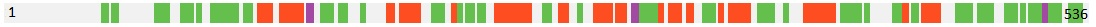
Estructura secundària de la Glucocerebrosidasa. Les franges de color taronja es corresponen a les hèlix α, les de color verd a les làmines β i les de color lila als girs.

En el cas de la glucocerebrosidasa, la disposició espacial que adopta la seqüència d'aminoàcids o estructura primària es caracteritza per presentar:
- 17 hèlixs α: són presents entre els aminoàcids de les posicions (126-133), (137- 148), (190-193), (196-206), (222-224), (243-261), (275-279), (292-301), (303-308), (324-326), (329-335), (338-341), (354-356), (359-369), (396-411), (445-447) i (454-463).
- 31 làmines β: són presents entre els aminoàcids de les posicions (49-52), (54-57), (75-82), (88-94), (96-98), (103-116), (119-123), (157-163), (166-170), (177-179), (212-218), (225-227), (229-233), (235-238), (267-271), (284-286), (315-323), (346-352), (373-381), (386-388), (414-424), (426-428), (440-444), (449-452), (471-479), (482-489), (495-501), (503-505), (507-513), (517-523), (527-533).
- 3 girs: són presents entre els aminoàcids de les posicions (150-153), (311-314) i (514-516).

La resta dels aminoàcids de la proteïna no presenten estructura secundària.

## Funció
La glucocerebrosidasa, un cop és activada en els lisosomes, actua com un enzim de neteja. Els lisosomes són les estructures intracel·lulars que fan la funció de centres de reciclatge, utilitzant enzims digestius per descompondre substàncies tòxiques, digerint bacteris que envaeixen la cèl·lula, i reciclant els components cel·lulars gastats.
La funció de la glucocerebrosidasa és degradar un tipus de lípids complexos anomenats glucoesfingolípids. Aquests lípids estan formats per la unió d'una ceramida (esfingosina unida a un àcid gras per un enllaç amida) i sucres. Aquesta funció permet a la GBA hidrolitzar l'enllaç β-glucosil de la glucosilceramida per a obtenir una ceramida i una molècula de glucosa, però aquest enzim requereix l'acció coordinada de la saposina C i de lípids carregats negativament per aconseguir la seva màxima activitat.
Actua a través d'una hidròlisi àcid-base on el domini catalític de l'enzim, segons revela la seva estructura 3D, és un barril TIM que catalitza la degradació de la glucosilceramida en el pH àcid que preval dins dels lisosomes. Per tant, aquesta reacció depèn en gran manera del pH del medi i això comportarà que petits canvis en l'acidesa dins dels lisosomes afectaran als estats d'ionització dels residus que participen en la catàlisi i conseqüentment a l'activitat enzimàtica.

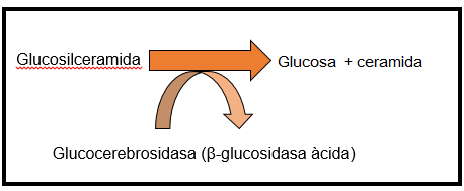
L'enzim beta-glucocerebrosidasa és un enzim que ajuda a descompondre la glucosilceramida en una glucosa i una ceramida.

## Síntesi
L'enzim β-glucocerebrosidasa està codificat per un gen localitzat en el cromosoma 1, en la regió q21-31 (17, 18), anomenat gen GBA que va ser clonat per primer cop entre 1984 i 1985. La proteïna madura conté 497 aminoàcids amb un pes molecular calculat de 59,7 KDa. Al voltant del 13% dels aminoàcids de l'enzim són bàsics (lisina, arginina o histidina) i a més conté al voltant d'un 11% de residus de leucina i un 45% d'aminoàcids no polars.
S'ha descrit que la regió en el cromosoma 1 (1q) on es troba el gen de la glucocerebrosidasa humana és particularment rica en gens. Tant és així que a una distància de 85kb s'inclouen 7 gens i 2 pseudogenes. El gen més proper és la metaxina (MTX1), el qual és transcrit convergentment amb el gen GBA. El promotor del gen GBA és inusual comparat amb la majoria dels gens que codifiquen enzims lisosomals, ja que conté la caixa TATA i la caixa CAAT però no té el lloc d'unió a SpI. El gen GBA presenta 2 llocs d'ATG on es du a terme el començament de la traducció per sintetitzar la glucocerebrosidasa: el primer en l'exó 1 i el segon en l'exó 2,28. Aquest fet provoca que es produeixin dues proteïnes, una amb un pèptid líder de 39 residus si es comença la traducció en el primer ATG, o un pèptid líder de 19 residus si es comença pel segon ATG. Tot i això, independentment del començament de la traducció, tots dos són processats i acaben formant un enzim madur de 536 residus. Aquest polipèptid conté 5 llocs potencials de glicosilació dels quals 4 ho estan.

## Trastorns associats amb el gen GBA
Actualment, hi ha més de 250 mutacions en el gen GBA, que codifica l'enzim β - glucocerebrosidasa, que es transmeten de forma autosòmica recessiva. Aquestes mutacions són de gran rellevància clínica, ja que causen la malaltia de Gaucher i també s'associen amb la malaltia de Parkinson. Hi ha diversos mètodes per identificar aquestes mutacions gèniques però en la majoria s'utilitza la tècnica de la reacció en cadena de la polimerasa (PCR).

### Malaltia de Gaucher
La malaltia de Gaucher és la malaltia de dipòsit lisosomal més freqüent causada per una activitat deficient de l'enzim β-glucosidasa àcida (β-Glu).
Com hem dit anteriorment, els lisosomes són compartiments cel·lulars que actuen com a compartiments de reciclatge. En aquests es troba l'enzim glucocerebrosidasa responsable de la degradació de la glucosilceramida.
Els individus amb la malaltia de Gaucher no tenen una activitat adequada d'aquest enzim i són incapaços de desintegrar la quantitat suficient de glucosilceramida. Com a conseqüència, aquesta roman emmagatzemada dins dels lisosomes, engrandint els macròfags i evitant que funcionin de manera normal. Els macròfags que contenen l'excés de glucosilceramida són anomenats cèl·lules de Gaucher. Aquestes s'acumulen principalment en el fetge, a la melsa i en la medul·la òssia. Quan això passa, els òrgans afectats poden produir anèmia i sagnat incontrolat.

#### Tipus
A nivell mundial es considera que afecta 1 per cada 100.000 habitants D'acord amb l'edat de manifestació, la progressió i la severitat del quadre clínic, es distingeixen tres tipus de la malaltia de Gaucher: 
- Tipus 1 o no neuropàtic: com el seu nom indica, no malmet les estructures del sistema nerviós i predomina l'afecció del fetge (hepatomegàlia), la melsa (esplenomegàlia) i el teixit ossi.
- Tipus 2 o neuropàtic agut: presenta lesió neurològica prominent, apareix de manera primerenca i el curs clínic porta a la mort als dos primers anys de vida.
- Tipus 3: també anomenat neuropàtic subagut, presenta una severitat clínica intermèdia entre els dos anteriors i el seu tret distintiu és el deteriorament neurològic lentament progressiu.

De les tres varietats abans esmentades la tipus 1 és la més freqüent i té una presentació clínica molt variada, ja que mentre en alguns malalts no ocasiona cap simptomatologia, en altres es presenta un quadre sever i molt incapacitant, i en alguns casos condueix a la mort .

#### Bases moleculars de la malaltia
Cadascuna de les reaccions del metabolisme que donaran lloc o degradaran els compostos que formen el nostre cos està determinada genèticament (codificada). Tots heretem dels nostres pares la informació correcta o alterada que determina que es realitzi cada un d'aquests processos del metabolisme.
La deficiència d'enzim beta glucocerebrosidasa és un trastorn genètic d'herència autosòmica recessiva, és a dir, tots dos pares han de tenir el gen perquè el fill tingui la malaltia de Gaucher. Això no vol dir, però, que tota persona que tingui el gen de la deficiència de glucocerebrosidasa tindrà la malaltia de Gaucher. Només el 25% de les persones amb aquest gen contrauen la malaltia de Gaucher. El fill de dos portadors del gen té una probabilitat del 50% de tenir el gen que produeix la deficiència de l'enzim però no de ser afectat per la malaltia. És possible que el 25% de les persones les quals els pares són portadores del gen de la malaltia de Gaucher no acabin sent portadors d'aquest gen.

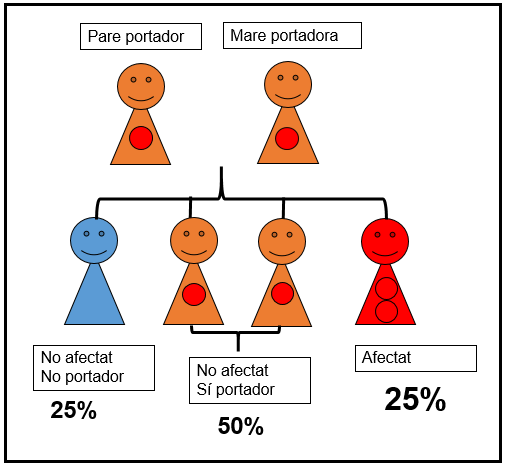
La malaltia de Guacher és un exemple d'herència autosòmica recessiva.

#### Tractament: Teràpia de reemplaçament enzimàtic
La malaltia de Gaucher és una de les poques malalties rares que tenen tractament. És un dels pocs trastorns metabòlics hereditaris que pot ser tractat mitjançant teràpia enzimàtica substitutiva amb enzim recombinant.
Així, els tipus 1 i 3 es tracten amb teràpia de reemplaçament enzimàtic. El tractament reemplaça l'enzim que falta o no està funcionant degudament amb una forma sintètica de l'enzim. Aquests enzims de reemplaçament en general s'administren per via intravenosa, en altes dosis i dues vegades per setmana. Els enzims sintètics disponibles actualment són: Cerezyme® (imiglucerasa), VPRIV® (velaglucerasa) i Ceredase® (alglucerasa). Per mitjà del reemplaçament enzimàtic, la inflamació del fetge i la melsa disminueix i es reforça la densitat òssia.
Lamentablement, la teràpia de reemplaçament enzimàtic no reverteix el dany cerebral sofert per les persones amb malaltia de Gaucher de tipus 2 i 3.

#### Mutacions més comunes
Mutació N370S
La mutació N370S és una transició de G per A en el nucleòtid 5841 del gen actiu de la glucocerebrosidasa, que provoca una substitució de serina per asparagina. Va ser descrita per primera vegada el 1988 i és la mutació més prevalent entre els malalts de Gaucher. A Espanya té una prevalència del 50,2%. Quan es troba en algun dels dos al·lels mutats indica la presència del tipus I de la malaltia.
La mutació N370S es localitza en la regió del gen que codifica una de les hélix α de la proteïna que connecten el domini II amb el III, molt lluny del lloc actiu com per participar directament en la catàlisi, pel que produeix un enzim estable, que té la mateixa afinitat al substrat artificial que la que té l'enzim normal, però que presenta una reduïda activitat.
Mutació L444P
La mutació L444P és el resultat d'una transició de T per C en el nucleòtid 6433 del gen actiu de la glucocerebrosidasa que crea un nou lloc per l'enzim de restricció Nci I i provoca una substitució de prolina per leucina. Va ser descrita per primera vegada en un pacient amb Gaucher de tipus 2 i després es va trobar en tots els tipus clínics d'aquesta malaltia. Aquesta és la mutació més freqüent identificada en pacients amb símptomes neurològics de la malaltia de Gaucher, on està present en al voltant del 50% dels al·lels mutats. A Espanya es troba en el 18,4% dels al·lels mutats.
La mutació L444P repercuteix en la regió hidròfoba del domini II de la proteïna, provoca un canvi conformacional local que determina un plegament incorrecte en aquest domini que afecta a la funció de l'enzim. Aquest descobriment concorda amb la suposició que aquesta mutació produeix un enzim catalíticament actiu però inestable, pel que li confereix al domini II un paper regulador o funcional important.
Mutació IVS2 (+1)
Consisteix en una transició del gen actiu de la glucocerebrosidasa en el primer nucleòtid del segon intró, que genera trastorns de l'splicing del RNA missatger. És més freqüent en els tipus 1 i 3.
Finalment, cal dir que una mutació molt freqüent és la inserció d'una guanina extra al nucleòtid 84, que produeix una terminació prematura de la síntesi proteica. Aquesta mutació es relaciona amb els tipus 1 i 3 de la malaltia.

### Parkinson
Els canvis en el gen GBA també estan associats amb la malaltia de Parkinson i el parkinsonisme, que són trastorns similars que afecten el moviment i l'equilibri. Les persones amb la malaltia de Gaucher tenen mutacions en les dues còpies del gen GBA en cada cèl·lula, mentre que aquells amb una mutació en una sola còpia del gen s'anomenen portadors. Les persones amb la malaltia de Gaucher i les persones que són portadores d'una mutació del gen GBA tenen un major risc de desenvolupar la malaltia de Parkinson o parkinsonisme.
Els símptomes de la malaltia de Parkinson i parkinsonisme resulten de la pèrdua de cèl·lules nervioses que produeixen dopamina. No és clar com les mutacions del gen GBA estan relacionats amb aquests trastorns. Els estudis suggereixen que els canvis en aquest gen poden contribuir a la ruptura defectuosa de substàncies tòxiques en les cèl·lules nervioses en alterar la funció dels lisosomes. Alternativament, els canvis poden augmentar la formació de dipòsits de proteïnes anormals. Com a resultat, les substàncies tòxiques o dipòsits de proteïnes podrien acumular-se i matar les cèl·lules nervioses productores de dopamina, donant lloc a moviments anormals i problemes d'equilibri.
Les característiques d'aquest trastorn són variables, però els símptomes solen incloure una pèrdua de les funcions intel·lectuals (demència), al·lucinacions visuals, i canvis en l'estat d'alerta i atenció. Les persones afectades poden tenir característiques de la malaltia de Parkinson, com tremolors o rigidesa de les extremitats, el moviment lent, i problemes d'equilibri i coordinació.

## Medicaments
Per a tractar pacients amb la malaltia de Gaucher s'han obtingut diferents medicaments amb funció catalitzadora de la reacció d'hidròlisi de la glucosilceramida a glucosa i ceramida com a de la via normal de degradació dels lípids de membrana.
El primer que es va elaborar va ser l'alglucerasa (Ceredase), una versió de la glucocerebrosidasa que s'obtenia a partir del teixit de la placenta humana i després es modificava amb enzims. Va ser aprovada per la FDA l'any 1991 però es va retirar del mercat a causa de l'aprovació de medicaments similars elaborats amb tecnologia de DNA recombinant en lloc d'obtenir-la a partir de teixits. Els medicaments realitzats a partir de DNA recombinat són més segurs, ja que no cal preocupar-se per les malalties que es poden transmetre en l'obtenció de teixits i a més són més barats de fabricar
Entre les glucocerebrosidases recombinats utilitzades com a medicaments per tractar pacients amb la malaltia de Gaucher trobem:
- Imiglucerasa:[20] és una forma modificada de l'enzim beta-glucocerebrosidasa humana produïda per tecnologia de DNA recombinant utilitzant cultius de cèl·lules de mamífers. Aquest medicament està utilitzat per la teràpia de substitució enzimàtica a llarg termini tant per als pacients pediàtrics i adults amb un diagnòstic confirmat de malaltia de Gaucher de tipus I. Aquests pacients pateixen una o més de les següents condicions: anèmia, trombocitopènia, malaltia òssia, hepatomegàlia o esplenomegàlia.
- Velaglucerasa:[20] s'obté per tecnologia d'activació de gens en una línia cel·lular de fibroblasts humans. És un fàrmac indicat per a la teràpia de substitució enzimàtica a llarg termini tant per als pacients pediàtrics i adults amb diabetis tipus 1 de la malaltia de Gaucher.[25]
- Taliglucerasa alfa (Elelyso):[26] és un fàrmac indicat per al tractament enzimàtic substitutiu a llarg termini per a adults amb un diagnòstic confirmat de tipus 1 de la malaltia de Gaucher.[27]